# Jonathan Gallant
Pour les articles homonymes, voir Gallant.
Jonathan Gallant (né le 23 juillet 1975) est le bassiste du groupe Billy Talent.  Jon a grandi à Streetsville, Ontario (en), Canada. Son père était mécanicien et sa mère libraire. Il a commencé à jouer de la guitare basse à douze ans.

## Biographie
Depuis qu'il a douze ans, Jon pratique la basse. Il ira à l'école secondaire Mount Carmel Catholic Secondary School à Meadowvale, Ontario (en). Il y pratiquera la basse avec ses coéquipiers de Billy Talent dans des groupes comme To Each His Own et Dragon Flower. Lui et ses 3 collègues de Billy Talent décident finalement de créer leur propre groupe, Pezz. Pendant ce temps, il apprend aussi la basse jazz au collège d'Humber (Toronto). C'est en 1998 et après deux démos (Demoluca et Dudebox), qu'il enregistre son premier album, Watoosh!, avec ses amis de longue date. À la suite de cette sortie de disque, il a aussi joué dans le groupe The Kitchen Party de 1999 à 2001. Plus tard, il complétera un programme universitaire en finance.
En tant que musicien, il utilise une basse Ernie Ball Music Man et un ampli Ampeg. Ses musiciens préférés sont Paul McCartney, Flea et Chris Squire, tous trois bassistes respectivement des Beatles, des Red Hot Chili Peppers et de Yes.

## Vie personnelle
Il vit actuellement avec sa femme et son fils Xavier Jeffrey Gallant né le 5 octobre 2007.